# 皆月湾

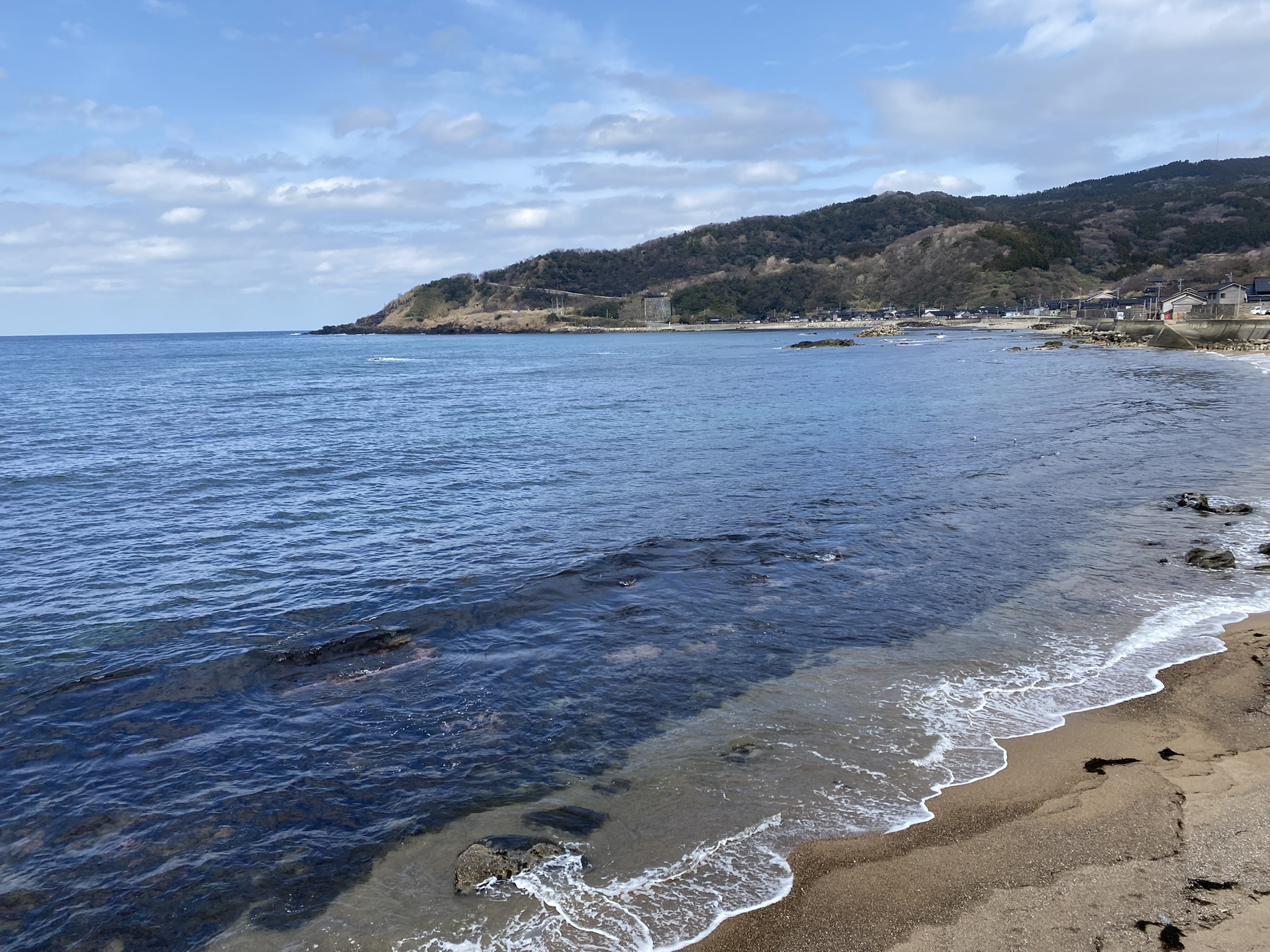
通ヶ鼻から見た皆月湾。2022年3月21日撮影。

皆月湾（みなづきわん）は、石川県輪島市にある半円形の湾である。北の通ヶ鼻から南の小岬まで1.5kmで奥行きが1.1km、20mの等深線からなる。能登半島国定公園の北西部外浦側に位置する。

## 概要

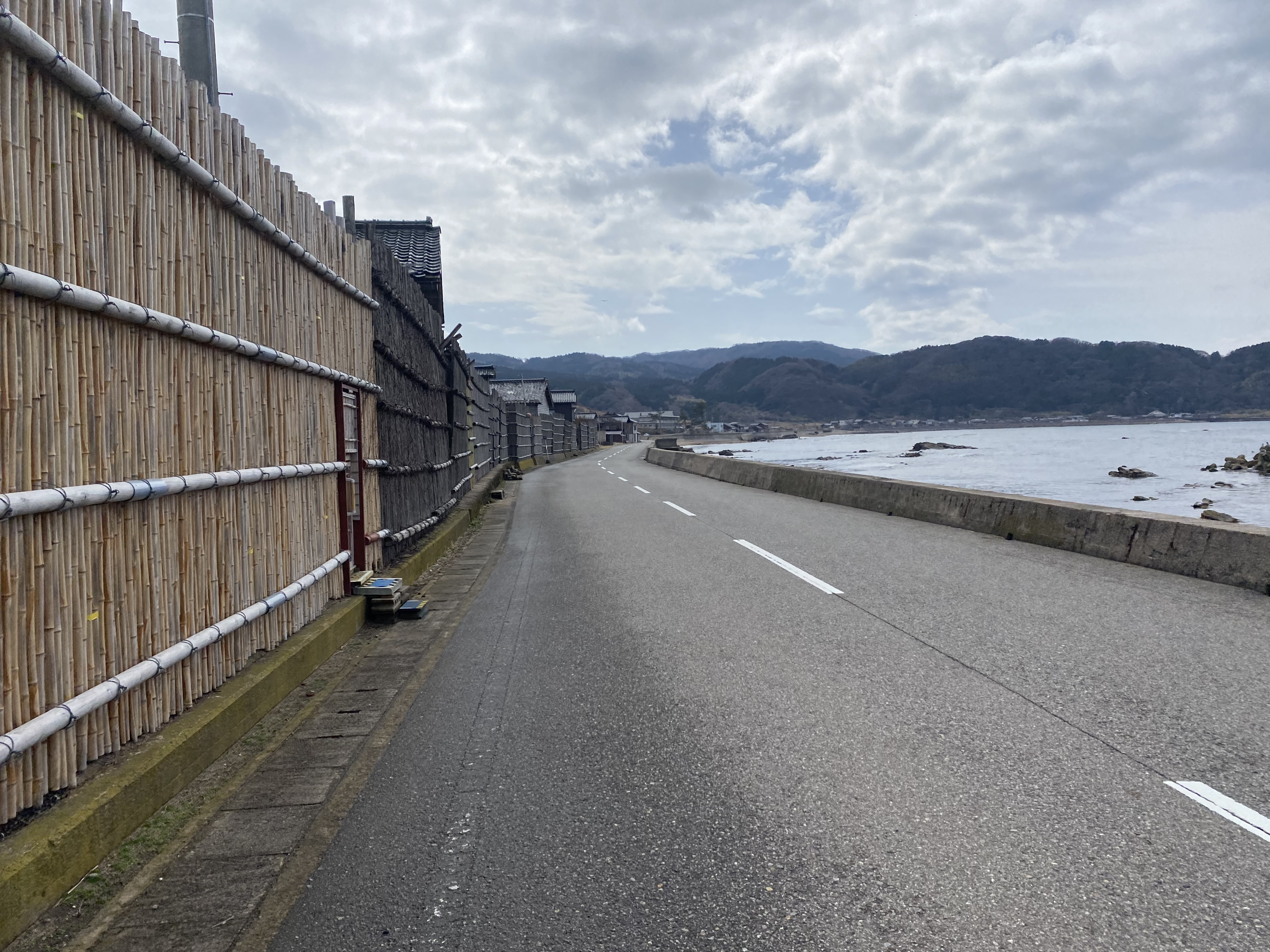
門前町皆月の間垣。2022年3月21日撮影。

皆月の地名は港を意味する水津城に由来しており、北前船の要港であった。海の幸に恵まれ、綺麗な海と砂浜の景観が美しいことから民宿や青少年自然旅行村、ロッジ皆月ができた。
皆月と餅田の集落では季節風除けの間垣があり、伝統的建築物も多く見られる。

## 地質
全域が1500〜1600万年前に形成された砂岩・泥岩・礫岩層である皆月互層からなり、カキ貝化石を産する。

## アクセス
- 能越自動車道 のと里山空港IC 車で約2時間[3]。